# Maliq
Maliq là một đô thị trong quận Korçë thuộc hạt Korçë, Albania. Dân số năm 2005 là 5651 người.